# Dolîneanî, Horodok
Dolîneanî (în ucraineană Долиняни) este localitatea de reședință a comunei Dolîneanî din raionul Horodok, regiunea Liov, Ucraina.

## Demografie
Componența lingvistică a localității Dolîneanî
     Ucraineană (99,7%)
     Alte limbi (0,15%)
Conform recensământului din 2001, majoritatea populației localității Dolîneanî era vorbitoare de ucraineană (99,7%), existând în minoritate și vorbitori de alte limbi.